# 民主劳动党 (2000年韩国)
民主勞動黨（韩语：／ Minjunodongdang），简称民劳党，是大韩民国的一個已不存在的左翼政黨。该党成立于2000年1月，2008年陷入分裂，党内的“人民民主派”退出另组進步新黨，剩下的民族解放派在2011年11月并入统合进步党。

## 歷史
民主勞動黨的設立是為了建立與全國民主勞動組合總联盟、全國教職員勞動組合的政治連線，全國民主勞動組合總联盟在韩国兩個總工會中（另一個是韓國勞動組合總聯盟）是較為偏向左翼且獨立的。
民主劳动党在2004年韩国国会选举中，地區得票率為4.3%，政黨得票率為13%，获得10个席位，首次參選國會即成為當時國會的第三大黨，該黨支持盧武鉉領導的執政開放國民黨施政。
而2007年韓國總統選舉中，民主勞動黨推出的候選人權永吉得票率3.0%。
該黨內部大約分成民族解放派與人民民主派兩派，前者被稱為親朝鲜劳动党的派系，支持朝鮮半島統一，曾經有傳言認為在2002年大韓民國總統選舉時，部分「北派」支持盧武鉉而非該黨提名的權永吉。
2006年10月，該黨前現職黨幹部（包括前任中央委員李楨勳與現任副秘書長崔基榮）涉嫌「386朝鲜間諜團」（一心會）而遭到韓國國家情報院以間諜罪名逮捕，一名民主勞動黨黨員被查獲企圖暗殺不同意見的政治人物。2007年4月16日，李楨勳（남양동）與崔基榮（최기영）皆被首爾地方法院判處有罪，分別為6年與4年徒刑。
民主勞動黨由黨主席文成賢帶領的訪問團於2006年10月31日受朝鮮勞動黨之邀前往朝鲜訪問。

## 党务组织

### 代表
1. 权永吉（代表：2000年1月3日 – 2002年3月16日）
2. 权永吉（代表：2002年3月16日 – 2004年6月6日）
3. 金惠敬（代表：2004年6月6日 – 2005年10月31日）
4. 千永世（代表权限代行：2005年11月1日 – 2005年12月5日）
5. 权永吉（非常对策委员长：2005年12月5日 – 2006年2月10日）
6. 文成賢（代表：2006年2月10日 – 2007年12月30日）
7. 沈相奵（非常对策委员长：2008年1月12日 – 2008年2月4日）
8. 千永世（代表权限代行：2008年2月4日 – 2008年2月19日）
9. 千永世（非常对策委员长：2008年2月19日 – 2008年7月25日）
10. 姜基甲（代表：2008年7月25日 – 2010年7月16日）
11. 李正姬（代表：2010年7月16日 – 2011年12月5日）

### 院内代表
1. 千永世（2004年6月6日 – 2005年10月31日）
2. 千永世（2006年1月25日 – 2007年12月30日）
3. 姜基甲（2008年7月21日 – 2010年7月15日）
4. 权永吉（2010年8月10日 – 2011年12月5日）

## 主要選舉記錄

### 歷屆總統大選結果
| 年度 | 選舉   | 候選人 | 得票    | 得票率 | 結果 |
| ---- | ------ | ------ | ------- | ------ | ---- |
| 2002 | 第16屆 | 权永吉 | 957,148 | 3.89%  | 落選 |
| 2007 | 第17屆 | 权永吉 | 712,121 | 3.01%  | 落選 |

### 國會選舉
| 年度 | 選舉   | 贏得席位 | 區域總票數 | 區域得票率 | 區域席位 | 政黨票總票數 | 政黨票得票率 | 比例代表席位 | 選舉結果       | 領袖   |
| ---- | ------ | -------- | ---------- | ---------- | -------- | ------------ | ------------ | ------------ | -------------- | ------ |
| 2000 | 第16屆 | 0 / 273  | 223,261    | 1.18%      | 0 / 227  |              |              | 0 / 46       | 新政党         | 权永吉 |
| 2004 | 第17屆 | 10 / 299 | 920,229    | 4.31%      | 2 / 243  | 2,774,061    | 13.03%       | 8 / 56       | ▲ 10；第三大党 | 权永吉 |
| 2008 | 第18屆 | 5 / 299  | 583,665    | 3.39%      | 2 / 245  | 973,445      | 5.68%        | 3 / 54       | ▼ 5；第五大党  | 千永世 |

### 歷屆地方選舉結果
| 年度   | 選舉 | 廣域團體長 | 廣域自治議員 | 基礎團體長 | 基礎自治議員 | 領袖   |
| ------ | ---- | ---------- | ------------ | ---------- | ------------ | ------ |
| 2002年 | 3屆  | 0 / 16     | 11 / 682     | 2 / 232    | 34 / 2,898   | 权永吉 |
| 2006年 | 4屆  | 0 / 16     | 15 / 733     | 0 / 230    | 66 / 2,888   | 文成贤 |
| 2010年 | 5屆  | 0 / 16     | 24 / 761     | 3 / 228    | 115 / 2,888  | 姜基甲 |

### 历届补选结果
| 选举       | 国会议员 | 广域自治团体长 | 基础自治团体长 | 广域自治团体议员 | 基础自治团体议员 | 领袖   |
| ---------- | -------- | -------------- | -------------- | ---------------- | ---------------- | ------ |
| 2001年10月 | 0 / 3    | 不適用         | 不適用         | 不適用           | 不適用           | 权永吉 |
| 2002年8月  | 0 / 13   | 不適用         | 不適用         | 不適用           | 不適用           | 权永吉 |
| 2002年12月 | 0 / 1    | 不適用         | 0 / 1          | 0 / 3            | 0 / 4            | 权永吉 |
| 2003年4月  | 0 / 3    | 不適用         | 0 / 2          | 0 / 4            | 0 / 23           | 权永吉 |
| 2004年6月  | 不適用   | 0 / 4          | 0 / 19         | 1 / 38           | 0 / 53           | 权永吉 |
| 2005年4月  | 0 / 6    | 不適用         | 0 / 7          | 0 / 10           | 0 / 21           | 金惠敬 |
| 2005年10月 | 0 / 4    | 不適用         | 不適用         | 不適用           | 不適用           | 金惠敬 |
| 2006年4月  | 0 / 4    | 不適用         | 不適用         | 不適用           | 不適用           | 文成賢 |
| 2006年10月 | 0 / 2    | 不適用         | 0 / 4          | 0 / 1            | 0 / 2            | 文成賢 |
| 2007年4月  | 0 / 3    | 不適用         | 不適用         | 0 / 29           | 0 / 14           | 文成賢 |
| 2007年12月 | 不適用   | 不適用         | 0 / 13         | 0 / 12           | 0 / 25           | 文成賢 |
| 2008年6月  | 不適用   | 不適用         | 0 / 9          | 1 / 29           | 0 / 14           | 千永世 |
| 2008年10月 | 不適用   | 不適用         | 0 / 2          | 不適用           | 1 / 9            | 姜基甲 |
| 2009年4月  | 0 / 5    | 不適用         | 0 / 1          | 1 / 3            | 1 / 5            | 姜基甲 |
| 2009年10月 | 0 / 5    | 不適用         | 不適用         | 不適用           | 不適用           | 姜基甲 |
| 2010年7月  | 0 / 8    | 不適用         | 不適用         | 不適用           | 不適用           | 李正姬 |
| 2010年10月 | 不適用   | 不適用         | 不適用         | 不適用           | 0 / 3            | 李正姬 |
| 2011年4月  | 1 / 3    | 不適用         | 1 / 6          | 1 / 5            | 1 / 23           | 李正姬 |
| 2011年10月 | 不適用   | 不適用         | 0 / 11         | 0 / 11           | 1 / 19           | 李正姬 |

## 延伸閱讀
- 楊偉中，〈韓國民主勞動黨的奮進與前途〉
- 汪亭友、董向荣，〈韩国民主劳动党的纲领和政策〉
- 陶文昭，〈韩国民主劳动党的兴起〉

## 外部連結
- 政黨官方網站韓文版 （页面存档备份，存于）
- （英文）政黨官方網站英文版 （页面存档备份，存于）